# Идиосинкразическая реакция на лекарство
Идиосинкразические реакции на лекарства, или реакции типа В, представляют собой реакции на лекарства, которые возникают редко и непредсказуемо (1 на 1000 случаев). Они часто появляются при приеме новых лекарств, поскольку те не были полностью исследованы и не был обнаружен весь спектр возможных побочных эффектов. Они также могут быть описаны как нежелательная лекарственная реакция, встречающаяся крайне редко. Некоторые пациенты имеют лекарственную непереносимость. Пациенты с множественными неспецифическими идиопатическими эффектами чаще страдают тревогой и депрессией . Идиосинкразические лекарственные реакции, по-видимому, не зависят от концентрации принимаемых препаратов. 

## Механизм
При побочных реакциях на лекарства, связанных с передозировкой, токсический эффект является продолжением фармакологического эффекта (нежелательные лекарственные реакции типа А). С другой стороны, клинические симптомы идиосинкразических лекарственных реакций (нежелательные лекарственные реакции типа В) отличаются от фармакологического действия препарата, то есть могут быть непредсказуемыми.
Предполагаемый механизм большинства идиосинкразических лекарственных реакций — иммуноопосредованная токсичность. Чтобы вызвать иммунный ответ, должна присутствовать чужеродная молекула, с которой могут связываться антитела (т. е. антиген), и должны существовать клеточные повреждения. Очень часто лекарства не будут иммуногенными, потому что они слишком малы, чтобы вызвать иммунный ответ. Однако лекарство может вызвать иммунный ответ, если оно связывает более крупную молекулу. Некоторые неизмененные препараты, такие как пенициллин, активно связываются с белками. Другие должны быть биоактивированы в токсичное соединение, которое будет связываться с белками. Второй критерий клеточного повреждения может исходить либо от токсического препарата / метаболита препарата, либо от травмы или инфекции. Они повышают чувствительность иммунной системы к препарату и вызывают ответную реакцию. Идиосинкразические реакции традиционно относятся к области токсикологии.